# 이정규 (희극인)
이정규(1986년 1월 13일 ~ )은 대한민국의 희극 배우이자 가수이다.

## 주요 이력
2009년 MBC 공채 18기 개그맨으로 정식 데뷔하였고, 어쿠스틱팝밴드 딜리버로 가수 활동을 겸하고 있다.

## 학력
- 우석대학교 유통통상학과 학사
- 숭실대학교 기독교학대학원 기독교역사문화학과 석사과정 졸업

## 출연작

### 방송
- 개그야 (MBC)
- 하땅사 (MBC)
- 꿀단지 (MBC)
- 웃고 또 웃고 (MBC)
- 무한도전 (MBC)
- 뜨거운형제들 (MBC)
-”사이먼.D”편 - 유튜브
-“탁재훈”편 - 유튜브
-“한상진”편 - 유튜브
- 슈퍼스타K2 (M.NET)
- 성서학당 (CBS 기독교방송)
- 믿음의 씨앗 고향교회 패밀리 (CGNTV)
- 이정규의 정규방송 (JTV MAGIC FM)
- 성지가족 (CBS 기독교방송)
- 소리를 배웁시다  (국악방송)
- 생방송 뭐든지 해결단 (EBS1)

### 라디오
- 홍진경의 두시 (KBS)
- 독서전도단 (CTS) (시청하기 - 유튜브)
- 이정규의 정규방송 (JTV MAGIC FM)

### 뮤지컬
- 꿈꾸는 땅콩소년 조지카버 (시청하기 - 유튜브)

### 연극
- 아버지와 아들

### 광고
- 비상교육”개념플러스유형” (시청하기 - 유튜브)
- 롯데푸드”퐁듀” (시청하기 - 유튜브)

## 앨범
- 딜리버 (시청하기 - 유튜브)

2014년 어쿠스틱 팝 밴드 '딜리버(Deliver)' 결성

●2014. 10 디지털 싱글앨범 '너&내 이야기' 발매

●2016. 11 정규1집 ‘다시, 봄’ 발매

●2017. 7 디지털 싱글앨범 ‘자꾸’ 발매

●2017. 12 디지털 싱글앨범 ‘Welcome’ 발매

●2018. 2 디지털 싱글 앨범 ‘곁’ 발매

●2018. 7 디지털 싱글 앨범 ‘Cherry coke’ 발매

●2018. 12 디지털 싱글앨범 ‘Happy Birthday’ 발매

●2019. 7  ccm 정규앨범 '정규앨범’ 발매

## 강의
-강의보기 - 유튜브

### 학교
배화여중, 덕성여중, 금호여중, 삼정중, 공진중, 대구신명여중, 고창북중, 세종종촌중, 대구신명고, 부산샐리홈, 전주사대부고, 전주우석고, 고양외고, 인천숭의여고, 광주경신중, 인천숭덕여중, 서울환일고, 세종한솔고, 부산혜광고, 대신고,  송곡관광고, 영락유헬스고, 한양대부속초중고, 서울여대, 아세아연합신학대, 전북대, 명지대, 전주대, 계원대, 신한대 평생교육원, 안산대, 인생학교, 대전대신고, 분당경영고, 목포혜인여고, 세종새롬중, 광주송원고

### 기관
창원시청년취업과, 충북특수교육원, 구세군, 동두천시보건소, DMZ국제다큐영화제, 월드비전, 안산시청소년드림센터